# Sfenomegakorona
| Sfenomegakorona       | Sfenomegakorona                  |
| --------------------- | -------------------------------- |
|                       |                                  |
| Vrsta                 | Johnsonovo telo J87-J88-J89      |
| Stranske ploskve      | 2x2+2x4 trikotnikov 2 kvadrata   |
| Oglišča               | 12                               |
| Robovi                | 28                               |
| Konfiguracija oglišča | 2(34.4) 2(32.42) 2x2(35) 4(34.4) |
| Grupa simetrije       | C2v                              |
| Dualni polieder       | -                                |
| Lastnosti             | konveksna                        |
| mreža telesa          |                                  |

Sfenomegakorona je eno izmed Johnsonovih teles (J88). Je osnovno Johnsonovo telo, ki ga ni mogoče narediti s postopkom "odreži in prilepi" (cut and paste) katerega izmed arhimedskih ali platonskih teles.
V letu 1966 je Norman Johnson (rojen 1930) imenoval in opisal 92 teles, ki jih sedaj imenujemo Johnsonova telesa.